# Svenska cupen i fotboll för damer 2009
Svenska cupen i fotboll 2009 spelades till 13 oktober 2009. Cupen vanns av Linköpings FC som slog Umeå IK med 2–0 i finalen.

## Damer

### Omgång 3 (Sextondelsfinaler)
32 lag återstår i turneringen. I denna omgång gick lagen från Damallsvenskan in i turneringen.
- 2009-05-20 19:00 IFK Värnamo - Dalsjöfors GoIF	1 - 0 (Publik: 75)
- 2009-05-20 19:00 Hovås Billdal IF - IK Gauthiod 2 - 1 	(Publik: 50)
- 2009-05-21 11:00 Vasalund IF - Hammarby IF DFF 1 - 2 	(Publik: 102)
- 2009-05-21 12:00 Mariestads BoIS FF - KIF Örebro DFF 1 - 7 (Publik: 201)
- 2009-05-21 13:00 Gamla Upsala SK - AIK 0 - 4 	(Publik: 196)
- 2009-05-21 13:30 IFK Norrköping DFK - Rågsveds IF 4 - 2 (Publik: 104)
- 2009-05-21 14:00 Norrstrands IF - Kvarnsvedens IK 1 - 0 (Publik: ?)
- 2009-05-21 15:00 Remsle UIF FF - Umeå IK 0 - 16 (Publik: 420)
- 2009-05-21 15:00 Södra Sandby IF - Kristianstads DFF 0 - 9 (Publik: 157)
- 2009-05-21 15:00 Rödsle BK - Linköpings FC 0 - 10 (Publik: 1 147)
- 2009-05-21 15:00 Morön BK - Sunnanå SK 1 - 8 	(Publik: 346)
- 2009-05-21 15:00 Västerås BK 30 - Djurgården 0 - 7 (Publik: 425)
- 2009-05-21 15:30 Piteå IF - Umeå Södra FF 3 - 0 (Publik: 338)
- 2009-05-21 16:00 Vittsjö GIK - LdB FC Malmö 0 - 2 (Publik: 602)
- 2009-05-21 17:30 Östersunds DFF - Sundsvalls DFF 0 - 4 (Publik: 270)
- 2009-05-21 18:00 Sils IF - Kopparbergs/Göteborg FC 1 - 4 (Publik: 600)

### Omgång 4 (Åttondelsfinaler)
16 lag återstår i turneringen.
- 2009-06-09 19:00 Hovås Billdal IF - Kopparbergs/Göteborg FC 0–8
- 2009-06-10 17:30 Sundsvalls DFF - Umeå IK 0–6
- 2009-06-10 18:30 Piteå IF - Sunnanå SK 2–1
- 2009-06-10 19:00 IFK Norrköping DFK - Djurgården 0–4
- 2009-06-10 19:00 IFK Värnamo - Linköpings FC 0–14
- 2009-06-10 19:00 Hammarby IF DFF - AIK 3–0
- 2009-06-10 19:00 Norrstrands IF - KIF Örebro DFF 0–7
- 2009-06-10 19:00 Kristianstads DFF - LdB FC Malmö 1–2

### Kvartsfinaler
8 lag återstår i turneringen. Linköping - LdB FC spelade kvartsfinal 23 juni på grund av att Linköping kvalade till UEFA Women's Champions League 30 juli - 4 aug.

### Semifinaler
Semifinaldatum är preliminärt 13 september.
4 lag återstår i turneringen.

### Final
Finaldatum är preliminärt 13 oktober.